# Carlo Pavesi
Carlo Pavesi   (Voghera, 10 de juny de 1923 - Milà, 24 de març de 1995) va ser un tirador d'esgrima italià, especialista en espasa, que va competir durant la dècada de 1950.
Durant la seva carrera esportiva va prendre part en tres edicions dels Jocs Olímpics d'Estiu. El 1952, a Hèlsinki, va guanyar la medalla d'or en la prova d'espasa per equips, mentre en la d'espasa individual fou sisè. Quatre anys més tard, als Jocs de Melbourne, guanyà la medalla d'or en les proves d'espasa per equips i espasa individual. El 1960, a Roma, guanyà una nova medalla d'or en la prova d'espasa per equips.
En el seu palmarès també destaquen deu medalles al Campionat del món d'esgrima, sis d'or, tres de plata i una de bronze, entre les edicions de 1950 i 1958. Als Jocs del Mediterrani va guanyar quatre medalles, dues d'or i dues de plata, en les edicions de 1951 i 1955.